# Clethra javanica
Clethra javanica är en tvåhjärtbladig växtart som beskrevs av Porphir Kiril Nicolai Stepanowitsch Turczaninow. Clethra javanica ingår i släktet Clethra och familjen Clethraceae. Utöver nominatformen finns också underarten C. j. lombokensis.